# 貝索克
貝索克（英語：Bethóc；生卒不詳），蘇格蘭國王馬爾科姆二世的長女。貝索克與鄧凱爾德的克里南結婚，兩人的獨子即為蘇格蘭國王鄧肯一世。